# Jelhovka
Jelhovka (oroszul: Елховка) falu Oroszországban, a Szamarai területen, a Jelhovkai járás székhelye.

## Lakossága
- 1959-ben 2 516 lakosa volt.
- 2002-ben 3 067 lakosa volt.
- 2010-ben 3 268 lakosa volt, melynek 79,2%-a orosz, 11,1%-a csuvas, 3,8%-a tatár.